# Daniel Polixénia
Vargyasi báró Daniel Polixénia (avagy Polyxena, Szászvessződ, 1720. január 14. – Zsibó, 1775. szeptember 24.) írónő.

## Élete
Idősebb vargyasi báró Daniel István (1684–1774) udvarhelyszéki főkirálybíró és gróf pekrovinai  Pekry Polixénia leánya volt. Anyai nagyanyja pekrovinai gróf Pekri Lőrincné petrőczi és kászavári báró Petrőczy Kata Szidónia (c.1658–1708), a magyar barokk első ismert költőnője volt, akit példaképként tisztelt.
Nem vólt az eleitöl-fogva a’ Keresztyénségben újság, hogy az Aszszonyok a’ Tudományok és a’ Könyvek’ irása körül foglalatoskodjanak [...] tsak az én Bóldog Emlekezetü Nagy Anyám-is, Gróf Petrötzi Kata, Néhai Gróf Pekry Lörintz Urnak kedves Élete Párja’ a’ki vala, a’ mi Magyar Nemzetünk hasznára a’ Német Nyelvböl Magyar Nyelvre három jeles könyveket fordíta [...] Szükség vólt tehát énnékem ezen Bóldog Emlekezetü Édes Nagy Anyámat-is követnem, a’ mennyire a’ nékem adatott Kegyelem engedte, ha többre nem érkezhetném-is, avagy tsak ezen egy Munkátskának Világosságra való botsátásával.
1742-ben feleségül ment hadadi báró Wesselényi Istvánhoz, és férjével együtt gondos gazdálkodással sikerült rendbetenniük a rossz állapotban levő birtokot. Már fiatal korában kitűnt vallásos buzgalmával (unitárius volt) és tudományszeretetével; alapos ismereteket szerzett a klasszikus nyelvekben. 12 gyermeke volt, akik közül öt leánya és egy fia érte meg a felnőttkort. Utóbbi id. Wesselényi Miklós, az „árvízi hajós” apja volt.
Gyermekei nevelője kezdetben Deáki Filep Pál, majd férje halála után mintegy 15 éven át Cornides Dániel voltak. Polixénia egyik lánya, Wesselényi Zsuzsanna egy időben naplót írt, illetve tanácsokat fia számára, ami később nyomtatásban is megjelent.
Teológiai és etikai könyveket fordított, ezek többsége kéziratban maradt fenn. Ő alapította a zsibói iskolát. Bőkezűen támogatta az iskolákat, egyházát, a külföldön tanuló diákokat.
A kortárs Rettegi György így írt róla: „Ez igen ritka nagy tudományú és bölcsességű úri asszony volt, hogy egy saeculum alatt ilyen asszonyság nem hiszem [hogy] származik.”

## Munkái
1. A keresztyén ethikának summás veleje. Kolozsvár, 1752. (Pictet Benedek munkájának fordítása.)
2. Az ezüst rostélyokban fénylő arany alma. Uo. 1776.
3. Kéziratban: édes atyja Monita Paterna című munkájának magyar fordítása. (Az eredeti kézirat Szathmáry Pap Zsigmond birtokában volt); Wilhelm Sherloks Verwahrungs-Mittel gegen das Pabsthum übersetzt von Friedrich Eberhard Rambach, Halle in Magd., 1742. című munkát szintén lefordította magyarra; ezen kéziratot Szathmáry Pap Mihály látta, miként azt fia Sz. P. Zsigmond följegyezte a Bod Athenasához irt kéziratában, mely az erdélyi múzeumban megvan.